# Gran Ducado del Bajo Rin
El  Gran Ducado del Bajo Rin (en alemán: Großherzogtum Niederrhein)  o simplemente   provincia del Bajo Rin (del alemán: Provinz Niederrhein)  fue una provincia del reino de Prusia que existió entre 1815 y 1822.
La provincia fue creada después del Congreso de Viena en 1815, donde a Federico Guillermo III le fue dado Renania y con ello el título de Gran Duque del Bajo Rin. Esto permitió a Prusia consolidar sus territorios renanos que poseía desde 1803, tales como el Electorado de Tréveris, Manderscheid, Malmedy, la anterior Ciudad Imperial de Aquisgrán, la mayor parte del Palatinado, partes de Limburgo y Luxemburgo, así como otros pequeños territorios.  El 22 de abril de 1816, estos territorios fueron combinados para formar el Gran Ducado del Bajo Rin, con la capital provincial en Coblenza.
El 22 de junio de 1822, por orden del gabinete prusiano, esta provincia fue fusionada con la vecina provincia de Jülich-Cléveris-Berg para formar la provincia del Rin.